# Susan Kleebank
 Susan Kleebank  (Porto Alegre, 11 de outubro de 1961) é uma diplomata brasileira.   Foi embaixadora do Brasil junto à República Eslovaca. Atualmente, é cônsul-geral do Brasil em Genebra.

## Biografia

### Vida pessoal
Nasceu em Porto Alegre, no Rio Grande do Sul, filha de Ruben Kleebank e Miriam Kleebank.  É casada com o embaixador do Brasil em Berna, Evandro de Sampaio Didonet.

### Formação Acadêmica
Em 1980, formou-se em História pela Universidade  Federal do Rio Grande do Sul. Em 1985, concluiu Pós-graduação em História pela Universidade de Paris X, Nanterre.

### Carreira Diplomática
Ingressou na Turma de 1981 do Instituto Rio Branco. Após ter concluído o curso da academia diplomática, tomou posse em 1982 no cargo de Terceira Secretária.
Foi inicialmente lotada na Divisão da Ásia e Oceania I, onde trabalhou de 1982 a 1984. Em 1986, ano em que se deu sua promoção à segunda secretária, foi removida para servir na Embaixada de Berlim Oriental, onde permaneceu lotada até 1987. Em seguida, mudou-se para Pequim, onde exerceu as atribuições de segunda-secretária na Embaixada do Brasil junto à China de 1987 a 1990. De 1989 a 1992, serviu na Embaixada do Brasil em Bonn. Também em 1992 foi promovida a primeira secretária.
Em seu retorno a Brasília, ocupou, inicialmente, o cargo de assessora do Departamento de Organismos Internacionais e, subsequentemente, de assessora Fundação Alexandre de Gusmão. Permaneceu na função por quase quatro anos, tendo sido, em seguida, removida para servir na Embaixada do Brasil em Roma.
Retornou ao Brasil em 1998, com vistas a exercer a assessoria do Departamento da Ásia e Oceania. Em 1999, quando foi promovida a conselheira, passou a ocupar a chefia da Divisão Jurídica do Itamaraty, cargo exercido até 2001. Mudou-se para Ottawa, onde ocupou o cago de conselheira na Embaixada do Brasil junto ao Canada. De 2003 e 2007, foi conselheira da Embaixada do Brasil em Washington.
Em 2004, defendeu tese no Curso de Altos Estudos do Instituto Rio Branco, intitulada “Cooperação judiciária por via diplomática: avaliação e propostas de atualização do quadro normativo”, um dos requisitos para ascensão funcional na carreira diplomática do Brasil. Em 2005, foi promovida a ministra de Segunda Classe.
Em seu regresso ao Brasil, chefiou, de início, a Coordenação-Geral de Organizações Econômicas. No ano de 2008, passou a responder pela Assessoria de Assuntos Internacionais do Supremo Tribunal Federal. Em 2009, foi promovida a ministra de primeira Classe, o mais elevado escalão da carreira diplomática brasileira. Em 2010, foi Assessora de Cerimonial e Internacional do Tribunal Superior Eleitoral, função exercida até 2012, quando foi designada Embaixadora do Brasil junto à República da Eslováquia. Permaneceu na função até 2017, quando passou a chefiar o Consulado-Geral em Genebra.

## Condecorações[1]
- Medalha do Mérito Santos-Dumont (1989)
- Ordem de Rio Branco, Grande Oficial (2009)